# Esko Hjelt
Esko Udevi Hjelt (* 24. März 1914 in Lapua; † 25. Juli 1941) war ein finnischer Ringer. Er gewann bei der Europameisterschaft 1935 eine Bronzemedaille und war insgesamt fünfmal finnischer Meister im griechisch-römischen Stil im Bantamgewicht bzw. im Federgewicht.

## Werdegang
Esko Hjelt begann als Jugendlicher in seiner Heimatstadt Lapua mit dem Ringen. Er wurde dazu Mitglied des Sportvereins Lapuan Virkiää. Später wechselte er zum Ringerverein Hallan Visaa. Er rang ausschließlich im griechisch-römischen Stil.
Mit 20 Jahren wurde er erstmals finnischer Meister im Bantamgewicht vor Aatos Jaskari und Antti Vallin. In diesem Jahr wurde er dann auch schon bei der Europameisterschaft in Rom eingesetzt. Er siegte dort über Antonín Nič, Tschechoslowakei und Josef Bumberger, Österreich und unterlag gegen Justin Gehring, Deutschland und Herman Tuvesson aus Schweden. Er kam damit auf den 6. Platz.
1935 wurde er vor Väinö Perttunen erneut finnischer Meister im Bantamgewicht und nahm an der Europameisterschaft dieses Jahres in Kopenhagen teil. Er kam dort zu Siegen über Robert Voigt, Dänemark, Janis Beinarowics, Lettland und Georges Bayle, Frankreich. Gegen Willi Möchel aus Deutschland und gegen Antonín Nič unterlag er, kam aber in der Endabrechnung auf Platz drei und gewann damit eine EM-Bronzemedaille.
Im Jahre 1936 gewann er zum dritten Mal nacheinander den finnischen Meistertitel im Bantamgewicht vor Heikki Kärkkinen und Kauko Kiisseli. Um die Teilnahme an den Olympischen Spielen in Berlin musste er aber zu einem Entscheidungskampf gegen Väinö Perttunen antreten, den er verlor. Er war deshalb in Berlin nur Ersatzringer.
Ab 1937 startete Esko Hjelt im Federgewicht. In diesem Jahr wurde er hinter Kustaa Pihlajamäki finnischer Vizemeister. 1938 und 1939 gewann er dann noch einmal zwei finnische Meistertitel. Kusta Pihlajamäki war in beiden Jahren aber nicht am Start.
1941 wurde Esko Hjelt zum finnischen Militär eingezogen. Er fiel im Sowjetisch-finnischen Fortsetzungskrieg am 25. Juli 1941 im Alter von nur 27 Jahren.

## Internationale Erfolge
| Jahr | Platz | Wettbewerb       | Gewichtsklasse | Ergebnisse |
| 1934 | 6.    | EM in Rom        | Bantam         | nach Siegen über Antonín Nič, Tschechoslowakei und Josef Bumberger, Österreich und Niederlagen gegen Justin Gehring, Deutschland und Herman Tuvesson, Schweden     |
| 1935 | 3.    | EM in Kopenhagen | Bantam         | nach Siegen über Robert Voigt, Dänemark, Janis Beinarowics, Lettland und Georges Bayle, Frankreich und Niederlagen gegen Willi Möchel, Deutschland und Antonín Nič |

## Finnische Meisterschaften
| Jahr | Platz | Gewichtsklasse | Ergebnisse                                     |
| 1934 | 1.    | Bantam         | vor Aatos Tuomas Jaskari und Antti Vallin      |
| 1935 | 1.    | Bantam         | vor Väinö Perttunen und Heikki Kärkkäinen      |
| 1936 | 1.    | Bantam         | vor Heikki Kärkkinen und Kauko Kiisseli        |
| 1937 | 2.    | Feder          | hinter Kustaa Pihlajamäki, vor Ilmari Koivunen |
| 1938 | 1.    | Feder          | vor Yrjö Salonen und Sulo Väisänen             |
| 1939 | 1.    | Feder          | vor Yrjö Saloen und Sulo Väisänen              |

## Erläuterungen
- alle Wettbewerbe im griechisch-römischen Stil
- EM = Europameisterschaft
- Bantamgewicht, damals bis 56 kg, Federgewicht, bis 61 kg Körpergewicht
- Auf dem Foto von 1937 ist links Kustaa Pihlajamäki und rechts Esko Hjelt zu sehen